# Forte Pepe
Il Forte Pepe è una fortezza novecentesca ed ex caserma-polveriera dell'Esercito Italiano situata nella terraferma nei pressi della località di Tessera, nella municipalità di Favaro Veneto del comune di Venezia, sulla Strada statale 14 della Venezia Giulia a metà tra l'aeroporto Marco Polo a Ca' Noghera e il Museo archeologico nazionale di Altino.
Concepito come punta settentrionale-orientale più avanzata del campo trincerato di Mestre e del più ampio sistema difensivo della laguna, si trova ad nord-est di forte Marghera.

## Storia
Costruito tra il 1909 e il 1912, il Forte Pepe fu realizzato per controllare la strada per Trieste, su un basso terreno paludoso ai margini della Valle Pagliaga, nel punto in cui il fiume Zero confluisce nel fiume Dese, il quale descrive un'ansa a sud di Altino prima di raggiungere il canale dell'Osellino.
si rivelò poco utile per la difesa di Venezia già durante la prima guerra mondiale, a causa delle nuove tecniche militari dell'epoca. Disarmato dei suoi cannoni (inviati al fronte), fu utilizzato come deposito. Dopo la disfatta di Caporetto fu riarmato prima della Battaglia del Solstizio per fermare gli austriaci che avevavno ormai superato la linea del Piave; tuttavia non venne mai impegnato in combattimento. Durante la seconda guerra mondiale il forte fu impiegato come deposito di munizioni e vettovaglie.
Dismesso dal'Esercito italiano negli anni 1980, divenne una discarica abusiva di rifiuti, tannto che a seguito di carotaggi, è stata riscontrato l'alto inquinamento del terreno.
Nel 1986 Il Comune di Venezia propose di recuperare il Forte Pepe per realizzare la nuova struttura penitenziaria in sostituzione del Carcere di Santa Maria Maggiore del centro di Venezia, tuttavia il consiglio di quartiere di Favaro respinse il progetto dopo ampio dibattito. Peraltro, nel 2011 il sindaco Giorgio Orsoni ripropose di nuovo l'idea del nuovo carcere a Forte Pepe, come alternativa all'ex deposito militare di via Orlanda a Campalto.
Nel novembre 1988 fu ritrovato all'interno della vasca della polveriera di Forte Pepe il cadavere del commerciante rom Vincenzo Ciarelli, ucciso da Franco Battaggia noto alle cronache come "Re del pesce " e "Primula Rossa del nordest", condannato poi a 18 anni di carcere per il delitto. Si ipotizzò che l'ex caserma fosse una base della mala del Brenta.

## Descrizione
La struttura è identica al Forte Mezzacapo di Zelarino e Forte Poerio di Mira, con la pianta a forma di C di oltre 100 metri di larghezza per 30 metri di larghezza con una profondità su 5-6 metri di altezza. Al centro del lato lungo è presente una rientranza con due ingressi e quattro finestre, mentre altre finestre sono aperte sulle ali laterali con due batterie protette da saracinesca in acciaio al nickel di 15 mm. di spessore posizionata all'interno dell'opera. Gli interni sono intonacati con soffitti a volta. La struttura era circondata da un fossato, successivamente interrato (all'inizio del ventunesimo secolo è ancora presente il ponte di ferro che ne permetteva l'attraversamento). Il terrapieno previsto nel progetto originale non è presente, ma non è noto se sia stato rimosso oppure mai realizzato. Nell'ala sinistra è presente un osservatorio a cupola, mentre su entrambe le ali si accede ad una postazione coperta da una piccola cupola, più bassa rispetto all'opera.
Il suo rilevato (6 metri) aveva un buon dominio sulla campagna circostante: col fianco destro batteva la tenuta del Montirone, Vallesina e lo sbocco del fiume Dese; coi fuochi lontani raggiungeva il Silone; col fianco sinistro e la gola batteva il terreno a nord della palude del Dese e la laguna di Murano. L’armamento principale consisteva in quattro cannoni a cupola 149A.